# Henryk Urbański (1895–1940)
Henryk Piotr Florian Urbański (ur. 4 maja 1895, zm. 1940 w ZSRR) – major audytor Wojska Polskiego, ofiara zbrodni katyńskiej.

## Życiorys
Urodził się 4 maja 1895 jako syn Faustyna. Wnuk Henryka Rewakowicza.
Po odzyskaniu przez Polskę niepodległości został przyjęty do Wojska Polskiego. Został awansowany na stiopień kapitana w korpusie oficerów administracji, dział kontrola administracji ze starszeństwem z dniem 1 czerwca 1919. W 1923, 1924 był oficerem Ekspozytury Wojskowej Kontroli Generalnej przy Dowództwie Okręgu Korpusu Nr IX w Brześciu. W 1928 był oficerem Wyższej Szkoły Intendentury. Ukończył studia wyższe uzyskując tytuł magistra. W 1932 był praktykantem sądowym w Wojskowym Sądzie Okręgowym Nr VI we Lwowie. Na majora został awansowany ze starszeństwem z dniem 1 stycznia 1936. W 1939 był wiceprokuratorem Wojskowej Prokuratury Okręgowej Nr VI we Lwowie.
Po wybuchu II wojny światowej, kampanii wrześniowej i agresji ZSRR na Polskę z 17 września 1939 został aresztowany przez funkcjonariuszy NKWD. W 1940 został zamordowany przez NKWD na obszarze okupowanym przez Sowietów. Jego nazwisko znalazło się na tzw. Ukraińskiej Liście Katyńskiej opublikowanej w 1994 (został wymieniony na liście wywózkowej 55/4-42 oznaczony numerem 3015). Ofiary tej zbrodni zostały pochowane na otwartym w 2012 Polskim Cmentarzu Wojennym w Kijowie-Bykowni.

## Ordery i odznaczenia
- Krzyż Niepodległości (1932)[12]
- Krzyż Walecznych
- Złoty Krzyż Zasługi